# Frédéric Lescure
Frédéric Lescure (Selongey, 27 mei 1904 - 5 december 1993) was een Frans ondernemer en politicus.
Lescure stond aan het hoofd van de firma SEB (Société de l'Emboutissage de Bourgogne), die bekend werd als producent van de snelkookpan Cocotte-minute, waarvan wereldwijd tientallen miljoenen exemplaren werden verkocht. Lescure was ook politiek actief als burgemeester en als eerste voorzitter van de Conseil régional van Bourgogne in 1983.